# Spilosoma metarhoda
Spilosoma metarhoda là một loài bướm đêm thuộc phân họ Arctiinae, họ Erebidae.